# 1807
| 1807                   |
| ---------------------- |
| Dødsfald - Fødsler     |
| • Begivenheder • Musik |

| Gregoriansk kalender | 1807 MDCCCVII           |
| Ab urbe condita      | 2560                    |
| Armensk kalender     | 1256 ԹՎ ՌՄԾԶ            |
| Kinesiske kalender   | 4503 – 4504 丙寅 – 丁卯 |
| Etiopisk kalender    | 1799 – 1800             |
| Jødisk kalender      | 5567 – 5568             |
| Hindukalendere       |                         |
| - Vikram Samvat      | 1862 – 1863             |
| - Shaka Samvat       | 1729 – 1730             |
| - Kali Yuga          | 4908 – 4909             |
| Iransk kalender      | 1185 – 1186             |
| Islamisk kalender    | 1222 – 1223             |

Året 1807 startede på en torsdag.
Konge i Danmark: Christian 7. 1766-1808
Se også 1807 (tal)

## Begivenheder

### Januar
- 7. januar – England erklærer blokade af Frankrig og aktivt neutrale lande, deriblandt Danmark.
- 29. januar, den danske fæstning Frederiksnagore overgiver sig til englænderne. Fæstningen holdes besat indtil 20. september 1815. Også Trankebar i Indien og de Dansk-Vestindiske øer besættes af englænderne under konflikten

### Marts
- 7. marts - Uropførelse af Ludwig van Beethovens 4. Symfoni i Wien
- 25. marts – Slavehandel forbydes inden for det britiske imperium

### Maj
- 29. maj - Mustafa 4. bliver sultan i Det osmanniske rige

### Juli
- 7. juli - under Napoleonskrigene gør Freden i Tilsit mellem Frankrig, Preussen og Rusland en ende på den Fjerde koalitionskrig
- 9. juli - Freden i Tilsit underskrives af Napoleon og af Alexander 1. af Rusland

### August
- et maleri fra Københavns bombardement i starten af september 180716. august - store engelske styrker går uantastet i land mellem Vedbæk og Skodsborg mellem klokken 4 og 5 om morgenen, og belejrer kort efter København
- 17. august – Robert Fulton foretager de første sejladser med hjuldamperen North River Steaboat. Det foregår på Hudsonfloden ved New York.
- 29. august – Slaget ved Køge (Træskoslaget)

### September
- 2. september - Københavns bombardement begynder fra engelske stillinger rundt om hovedstaden
- 4. september - englænderne genoptager bombardementet af København, og Vor Frue Kirke brænder helt ned, bortset fra muren. Fra kirken breder branden sig og fortærer gade efter gade. Bombardementet slutter først kl. 12.00 næste dag
- 7. september – efter 4 dages bombardement kapitulerer Københavns kommandant general Peymann til englænderne, som sejler bort med den danske orlogsflåde

### Oktober
- 21. oktober – Englænderne sejler af sted med den danske flåde: 15 linjeskibe, 15 fregatter, 8 brigger og 31 andre, mindre fartøjer. Danmark tvinges ind i Napoleonskrigene på fransk side
- 26. oktober - Efter det engelske angreb på Købehavn erklærer den russiske zar Aleksandr 1. af Rusland krig mod Storbritannien og indleder derved Den russisk-engelske krig (1807-1812)
- 31. oktober - Danmark slutter forbund med Napoleon

### November
- 4. november - England erklærer Danmark krig som konsekvens af, at Danmark har indgået alliance med Frankrig.

## Født
- 19. januar – Robert E. Lee, amerikansk general (død 1870).
- 9. maj – Carl Emil Bardenfleth, dansk politiker og minister (død 1857).
- 11. maj – Carl Bagger, dansk forfatter og digter (død 1846).
- 4. juli – Giuseppe Garibaldi, italiensk frihedskæmper (død 1882).
- 22. august – Emma Hartmann, dansk komponist (død 1851).
- 18. september – Mads Johansen Lange, dansk handelsmand på Bali (død 1856).
- 30. oktober – James S. Wadsworth, amerikansk general og politiker (død 1864).